# 八久線
八久線（はちきゅうせん）は、岩手県久慈市と九戸郡洋野町を結ぶJRバス東北が運行していた路線バスの名称である。正式名称は八久本線（はちきゅうほんせん）。所管営業所は久慈営業所。

## 概要
元々は八戸駅と久慈駅を結ぶ路線であり、八戸線の補完路線として久慈～陸中八木・種市間を中心とした岩手県内ローカル便と久慈～八戸間の特急便が設定されていた。また侍浜地区中心部と侍浜駅をむすぶ侍浜支線（さむらいはましせん）、種市町中心部と城内地区を結ぶ城内線（じょうないせん）もあった。
しかしながら過疎化により利用客が減少したことと、ほとんど八戸線と並行しているなど非効率な面もあったため、JRバスが八久本線陸中八木駅以北と城内線の廃止を決定。廃止区間は種市町営バスとなった（角ノ浜～八戸駅間は代替なし）。さらには、一度JRバスから廃止の方針を伝えられ、自治体バスとしてJRバスに運行を委託する形で存続していた侍浜支線もJRバス側が運行委託料の引き上げを求めたため、地元業者へ委託することになり廃止となった。
末期の運行区間の大半は久慈市内で、久慈市中心部と国道45号沿いにある侍浜地区中心部を結ぶことが中心となっていたが、久慈営業所管内の一般路線バス廃止により残された区間も2008年3月31日で幕を下ろし、市民バス「のるねっとKUJI」・洋野町営バスに引き継がれた。

## 運行経路
- 八久本線

久慈駅 - （県立病院前） - 陸中夏井駅前 - 夏井橋 - 侍浜支所前 - 中野支所前 - 有家浜通 - 北八木 - 陸中八木駅- 岡谷口 - 種市駅 - 種市中学校前 - 角ノ浜 - 旭ヶ丘営業所 - 舘花下 - 八戸駅
- 八久本線侍浜支線

久慈駅 - 夏井橋 - 侍浜支所前 - 北限閣 - 侍浜小学校前 - 侍浜本町 - 侍浜中学校前 - 侍浜駅
- 城内線

種市駅 - 城内 - 上大沢

## 沿革
- 1951年11月1日 - 八久線八戸～菱倉間運行開始。【新設停車場】小中野踏切、陸奥三島、鮫(既設)、小船渡、大須賀、深久保、種差(既設)、大久喜。金浜、大蛇、階上(既設)、道仏、角の浜、岩手渋谷、平内、小橋、種市(既設)、小路合、鹿糠、岩手玉川、宿戸、大浜、陸中八木(既設)、小子内、有家、中野役場前、粒来、桑畑、外屋敷、侍浜中学校前、侍浜(既設)
- 2005年4月1日 - 八久本線陸中八木～八戸間、侍浜支線侍浜支所前～北閣限～侍浜間、城内線種市～上大沢間廃止。侍浜支線は久慈市民バス、八久本線陸中八木～角ノ浜間及び城内線は種市町営バスに移管される。
- 2008年3月31日 - 久慈駅～陸中八木駅間廃止により、八久線全廃（久慈駅～上桑畑間をのるねっとKUJIに、北八木～中野支所前間を洋野町営バスに、それぞれ転換。中野支所前～上桑畑間は代替なし）。

## 青森県内でのクローズドドア制度について
経路となっている三戸郡階上町と八戸市の間には、南部バスと八戸市営バスが以前から路線を持っていたためJRバスは青森県内での旅客扱いができなかった。そのため乗降停留所が八戸市内の旭ヶ丘営業所、舘花下、八戸駅に限定され久慈行は乗車のみ、八戸行は降車のみとなっていた。